# Jan Kaplický

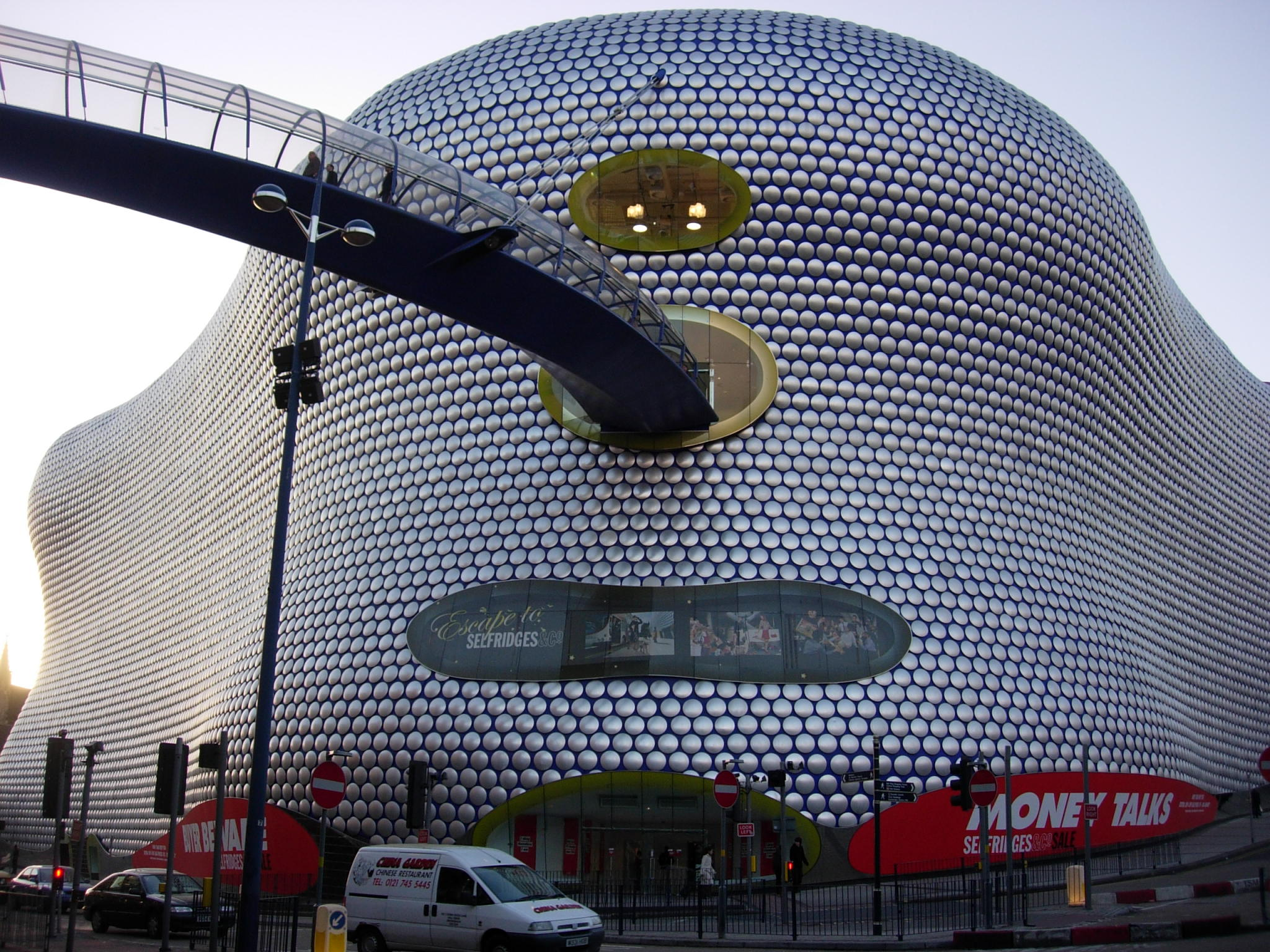
Selfridges building w Birmingham

Jan Kaplický (ur. 18 kwietnia 1937 w Pradze, zm. 14 stycznia 2009 tamże) – czeski architekt światowej sławy, żyjący od roku 1968 na emigracji w Wielkiej Brytanii. Był głównym architektem studia Future Systems – jednego z najbardziej innowacyjnych biur architektonicznych na świecie. Jest zazwyczaj znany dzięki budynkom: futurystycznemu Selfridges building znajdującemu się w Birmingham oraz Media Centre w Lord’s Cricket Ground w Londynie.
W lutym 2007 Kaplický wygrał międzynarodowy konkurs architektoniczny na nowy budynek Czeskiej Biblioteki Narodowej w Pradze.
W Czechach poświęcono mu filmy dokumentalne „Profil” (2004) oraz „Oko nad Pragą” (2010).

## Życiorys
Kaplický urodził się 18 kwietnia 1937 w Pradze w ówczesnej Czechosłowacji i wychował się na przedmieściach miasta zwanych Ořechovka. Kiedy był dzieckiem jego ojciec chrzestny przesyłał mu ze Stanów Zjednoczonych egzemplarze magazynu Life, co miało znaczący wpływ na jego późniejszą pracę. Był zafascynowany technologią, z którą się w ten sposób zapoznał, m.in. samolotami i nowoczesną architekturą.
W latach 1956–1963 studiował w Kolegium Sztuk Stosowanych i Architektury w Pradze, gdzie uzyskał dyplom z architektury. Pomiędzy rokiem 1964 a 1968 pracował w prywatnym biurze w Czechosłowacji. Wskutek praskiej wiosny, sowieckiej inwazji na Czechosłowację, uciekł do Londynu we wrześniu 1968 (mając ze sobą jedynie 100 dolarów amerykańskich i kilka par skarpet).